# Casa de Girón

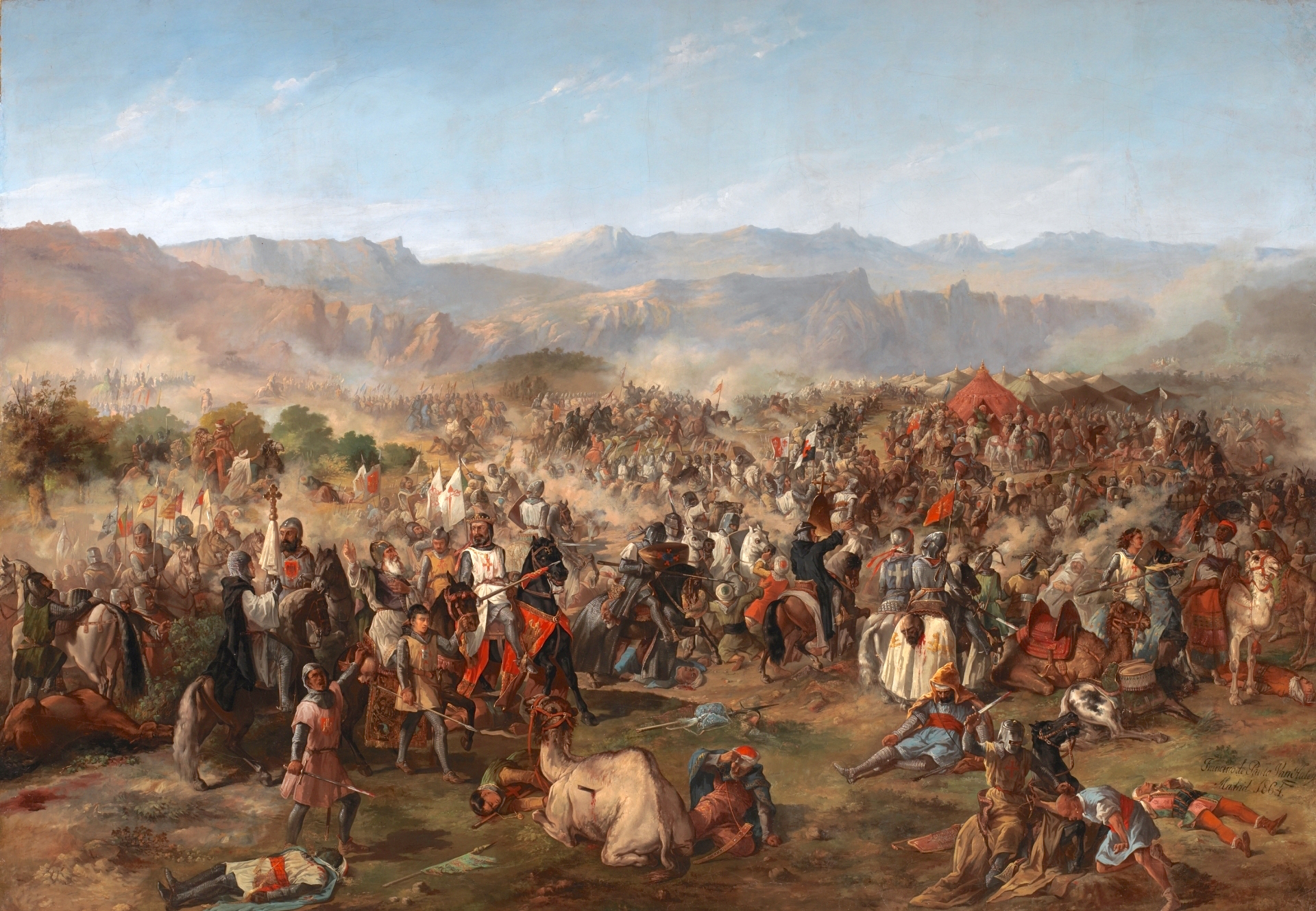
Batalla de las Navas de Tolosa. 1212. En ella participaron los hermanos Gonzalo, Rodrigo, Pedro, Nuño, y Álvaro Rodríguez Girón, hijos del mayordomo real Rodrigo Gutiérrez Girón, el primero en portar el apellido.

La casa de Girón fue un linaje de la alta nobleza feudal de la Corona de Castilla, cuyos miembros eran considerados ricohombres. Esta casa fue especialmente poderosa en los siglos XII y XIII, cuando varios componentes de la familia ostentaron tanto la mayordomía real como la cancillería, así como varias de las tenencias más importantes de Castilla, como las de Carrión, Liébana, Saldaña y el señorío de Madrid. Durante los siglos XIII y XIV varias de las descendientes de Rodrigo Gutiérrez Girón y de su hijo Gonzalo Rodríguez Girón fueron madres o abuelas de distintos reyes de Aragón, Castilla y Portugal. Asimismo de ese linaje procederían tanto la casa de Téllez-Girón como la casa de Pacheco y otras derivadas de ellas.
El poder de la familia decayó fuertemente en la primera guerra civil castellana, con miembros de la familia en ambos bandos, varios de los cuales murieron. El triunfo del rey Enrique II de Castilla, supuso el exilio a Portugal de la cabeza del linaje. Se da la circunstancia de que Enrique era descendiente de los Girón tanto por la vía paterna como por la materna.
Tras el exilio posterior a Castilla del padre de Alfonso Téllez Girón, la cabeza de linaje retornó en la figura de la esposa del noble portugués Martín Vázquez de Acuña, Teresa Téllez Girón, y quedó radicada definitivamente en Castilla; esto ocurrió durante el reinado de Juan II de Castilla. Los hijos de Alfonso, Juan Pacheco y Pedro Girón progresaron rápidamente durante el siglo XV en la corte de Enrique IV de Castilla, donde ostentaron el poder político y militar y acumularon una inmensa riqueza, dando origen por un lado al marquesado de Villena (en Juan Pacheco) y por otro al condado de Ureña, que originaría después el ducado de Osuna, que porta desde su inicio el apellido compuesto "Téllez-Girón". Tanto el marquesado de Villena como el condado de Ureña ostentan desde 1520 el rango de grandeza de España. Tres de los actuales Grandes de España portan el apellido Girón: Ángela María Téllez-Girón y duque de Estrada, duquesa de Osuna, Ángela María de Solís-Beaumont y Téllez-Girón, duquesa de Arcos, y Francisco Javier Chico de Gúzman y Girón, duque de Ahumada.

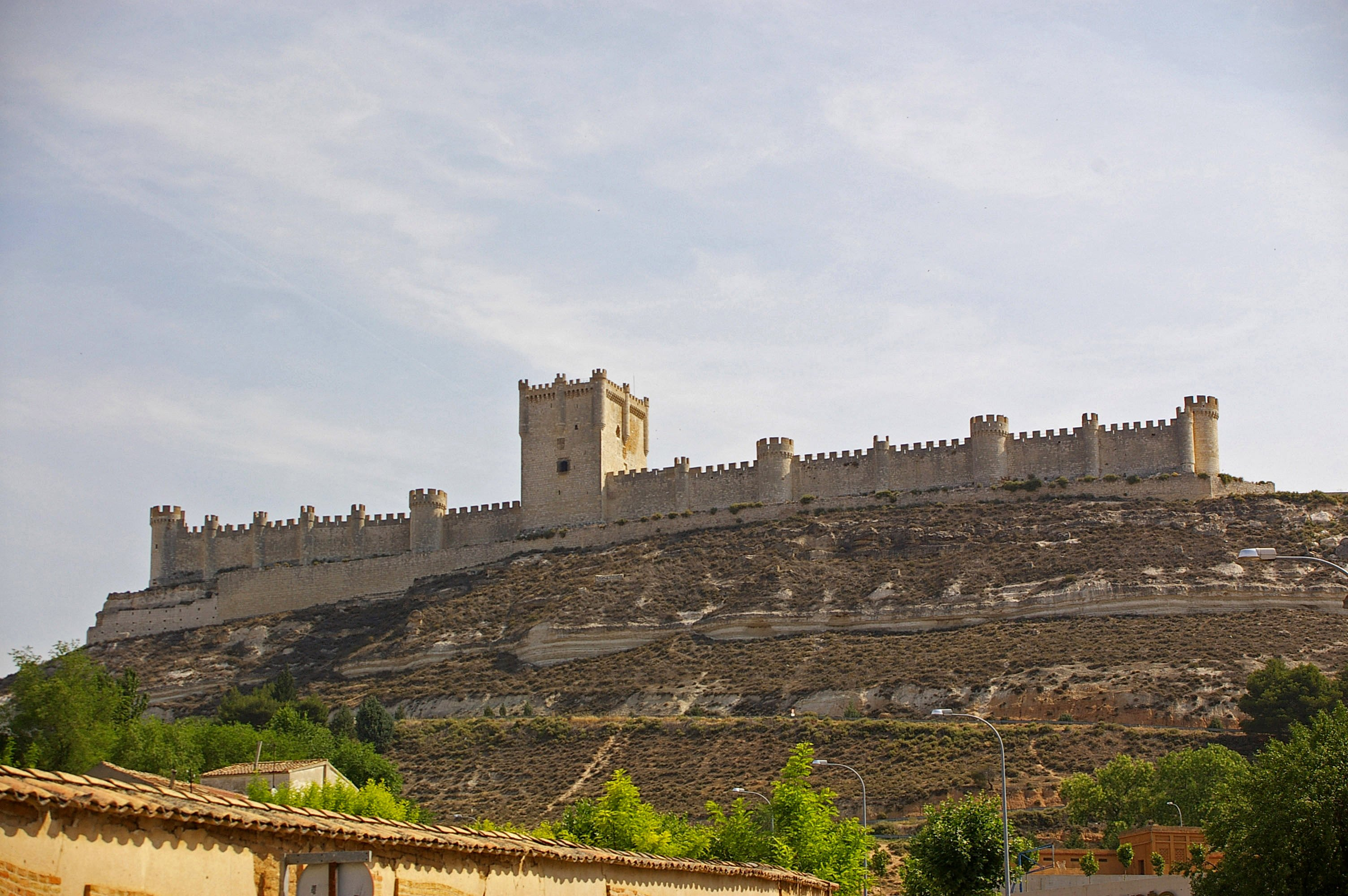
Castillo de Peñafiel, reconstruido en el por Pedro Girón, señor de Peñafiel

Los Girón, en la figura del citado Pedro Girón y en la de su hijo Rodrigo Téllez Girón ostentaron el maestrazgo de la Orden de Calatrava entre 1445 y 1482, cuando ésta orden disponía de innumerables encomiendas, un enorme territorio y miles de caballeros. Por su importancia, el gobierno de esta institución pasó a ejercerla el rey Fernando el Católico en 1487 y desde entonces, la dignidad de maestre pertenece a los reyes de España. De forma paralela el hermano mayor de Pedro Girón, Juan Pacheco ostentó el rango de gran maestre de la Orden de Santiago entre 1467 y 1474, un cargo que ya había ocupado la familia muchos años atrás en la figura de Gonzalo Ruiz Girón y que también pasaría a la corona, y que actualmente ostenta el príncipe de Asturias.
La influencia y poder de la familia sobre la corona fue fuertemente limitado tras la muerte de Pedro Girón en 1466 y especialmente tras guerra de sucesión castellana. No obstante sobre la inmensa riqueza y territorios acumulados por Pedro se crearía el condado de Ureña y derivando de este, el ducado de Osuna.
Durante los siglos XV y XVI, los Girón emparentaron mediante diversos matrimonios cruzados con las familias Velasco (condes de Haro y duques de Frías) y Guzmán (duques de Medina Sidonia), llegando a un elevado grado de consanguinidad entre las tres familias y un descendiente ilustre: Juan IV de Portugal, el primer rey de la dinastía de Braganza.
En el siglo XIX uno de los miembros de la familia, Mariano Téllez-Girón y Beaufort Spontin, de la casa de Téllez-Girón, llegó a ostentar 39 títulos de nobleza, incluyendo 20 grandezas de España. Murió sin descendencia y habiendo dilapidado buena parte de la inmensa fortuna que heredó; aún conservaba importantes territorios cuando falleció, su heredero principal era su sobrino Carlos María Fitz-James Stuart y Palafox, XVI duque de Alba, pero para evitar una concentración enorme de territorios y grandezas, que triplicarían las de la monarquía española, sus títulos se repartieron entre diversas familias de la nobleza.

## Miembros de la familia
Forman parte de la familia Girón, entre otros, los siguientes:

### SiglosXIIyXIII

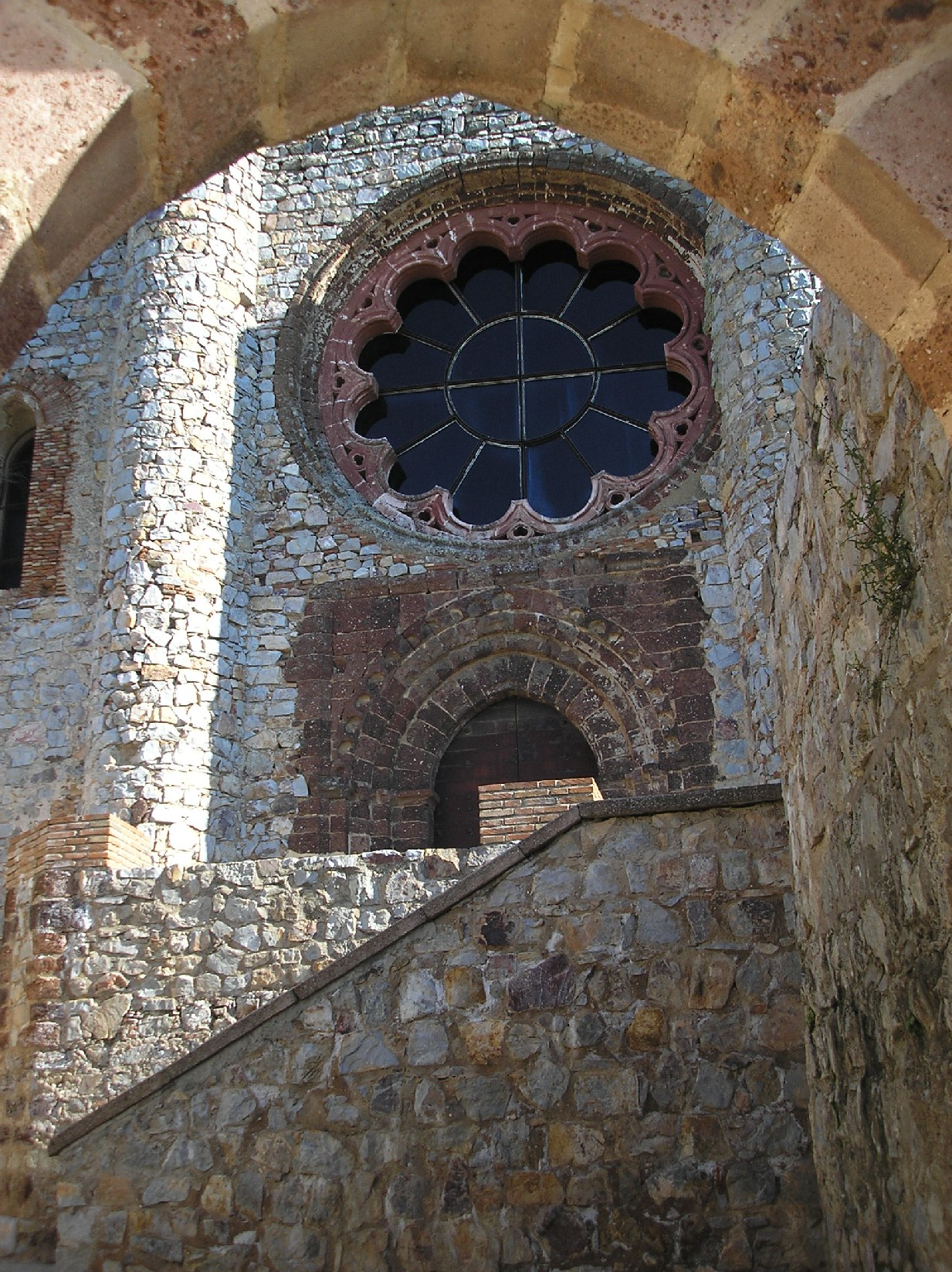
Castillo de Calatrava, antiguo castillo de Dueñas.

- Rodrigo Gutiérrez Girón, Mayordomo real (siglo XII).
- Gonzalo Rodríguez Girón, Mayordomo real. Fallecido en 1234, señor de Frechilla y Autillo de Campos e hijo del anterior.
- Rodrigo Rodríguez Girón, hermano del anterior. Fue señor de la villa de Madrid en el siglo XIII.
- Elvira Rodríguez Girón (fallecida c.1211), primera mujer de Alfonso Téllez de Meneses, y abuela de Mayor Alfonso de Meneses, casada con el infante Alfonso de Molina, padres a su vez de la reina María de Molina.
- Pedro Rodríguez Girón, hermano de los anteriores, que fue tenente de Aveiro y cuenta con importante descendencia en la nobleza.
- Rodrigo González Girón, mayordomo del rey Fernando III de Castilla. (siglo XIII).
- Gonzalo González Girón, canciller mayor del rey Fernando el Santo, a quien acompañó en la conquista de Sevilla. (Hermano del anterior)
- María González Girón, hermana de los anteriores, se casó con Guillén Pérez de Guzmán con quien tuvo, entre otros, a Mayor Guillén de Guzmán, y también abuela de Guzmán el Bueno y bisabuela de Dionisio I de Portugal.
- Gonzalo Ruiz Girón, maestre de la Orden de Santiago (siglo XIII), nieto de Gonzalo Rodríguez Girón.
- Fernán Álvarez Girón, ricohombre y señor de Brizuela.
- Simón Girón de Cisneros, canciller mayor de Castilla y obispo de Sigüenza durante 26 años, periodo en que hizo construir la muralla de la ciudad, fue hijo de Rodrigo González de Cisneros y de Elvira.[2]
- Arias González de Cisneros, hermano del anterior y señor de Cisneros.[2]

### SiglosXIVyXV
- Juan Alonso Girón, señor de El Frechoso.
- Alonso Téllez Girón y Gallina, hijo del anterior, nacido en Portugal (siglo XIV).
- Teresa Téllez Girón, fue señora de Frechoso, e hija del anterior, y esposa de Martín Vázquez de Acuña. De ella toman sus apellidos los Duques de Osuna, sus descendientes.
- Pedro Girón, señor de Belmonte, maestre de la Orden de Calatrava (1445-1466) y I señor de Ureña. Personaje de la corte de Enrique IV de Castilla, hermano de Juan Pacheco y sobrino del Arzobispo de Toledo Alfonso Carrillo.
- Alfonso Téllez Girón, I señor de Piqueras del Castillo (Cuenca), primo carnal del anterior. Hijo de Juan de Valencia y de Beatriz de Acuña y Girón; sus abuelos maternos fueron Martín Vázquez de Acuña, primer conde de Valencia de don Juan, y Teresa Téllez Girón. Ostentó el cargo de caballerizo mayor de Enrique IV, uno de los mejor remunerados de la Corte. Casó con Blanca Pacheco, con quien tuvo descendencia, y fue enterrado en el Convento de los Agustinos de Castillo de Garcimuñoz.

## Reyes descendientes de los Girón
Varios de los descendientes de Rodrigo Gutiérrez Girón fueron reyes de Portugal, Castilla y Aragón, la mayoría estaban vinculados a la familia Girón a través de sus madres:
- Beatriz de Castilla, reina consorte de Portugal e hija natural de Alfonso X el Sabio y de Mayor Guillén de Guzmán.
- Dionisio I de Portugal, nieto de Mayor Guillén de Guzmán, hija de María González Girón, por tanto, tataranieto de Gonzalo Rodríguez Girón.
- María de Molina, reina consorte de Castilla, era bisnieta de Elvira Rodríguez Girón, hija a su vez de Rodrigo Gutiérrez Girón.
- Fernando IV de Castilla, hijo de María de Molina, tataranieta de Rodrigo Gutiérrez Girón.
- Pedro IV de Aragón, hijo de Teresa de Entenza, nieta a su vez de María González Girón, la segunda hija del mismo nombre de Gonzalo Rodríguez Girón, por la vía de los condes de Urgel, este rey es tataranieto de Gonzalo Rodríguez Girón.
- Leonor de Portugal, reina consorte de Aragón y esposa del anterior, también descendía de Rodrigo Gutiérrez, al ser nieta por vía paterna de Dionisio I de Portugal y por vía materna de María de Molina.
- Pedro I de Portugal, nieto de María de Molina y de Dionisio I de Portugal portando sangre de los girón en sus dos padres.

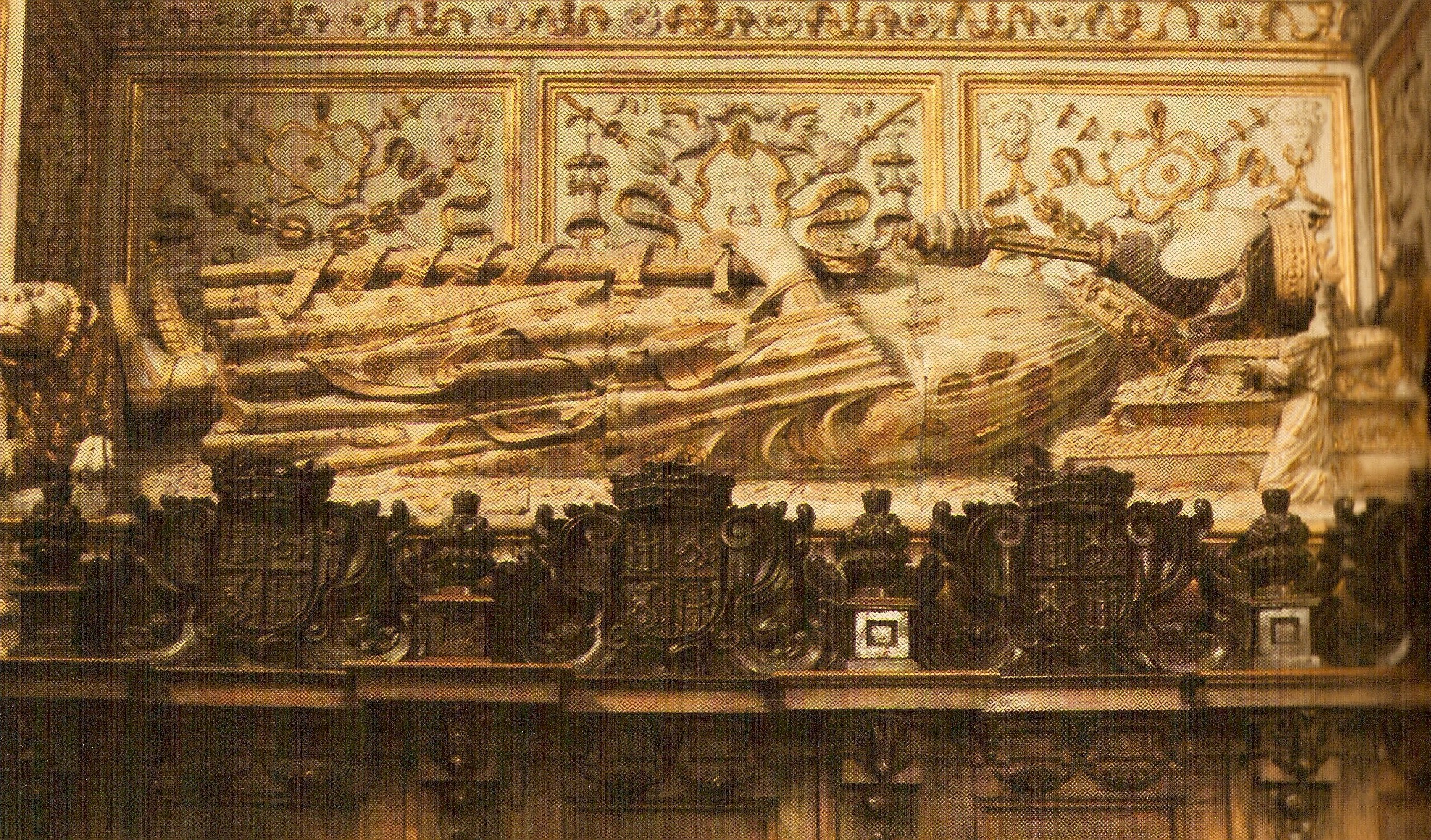
Sepulcro de Enrique II de Castilla en la Catedral de Toledo.

- Enrique II de Castilla, primer rey Trastámara, nacido de la relación entre Alfonso XI de Castilla y su amante Leonor de Guzmán, nieta de María González Girón y de Fernán Pérez Ponce de León (nieto a su vez de Teresa Rodríguez Girón). Puesto que Alfonso XI de Castilla era hijo a su vez de Fernando IV, portaba por tanto sangre de los Girón de ambos padres y era tataranieto de Gonzalo Rodríguez Girón. Por la misma razón, comparte este ascendiente con su hermanastro, Pedro I de Castilla, el último rey de Castilla de la Casa de Borgoña.

Todos estos reyes gobernaron entre la segunda mitad del siglo XIII y la primera del XIV.
Mucho tiempo después se produce una nueva descendencia, también por la vía materna:
- Juan IV de Portugal (XVI) primer rey de la Dinastía de Braganza, quien a través de su madre Ana de Velasco y Girón era bisnieto de Pedro Téllez-Girón y de la Cueva, el I duque de Osuna.

## Nobleza descendiente de los Girón

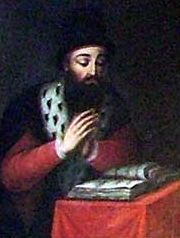
Retrato anónimo de don Juan Téllez Girón, IV conde de Ureña y padre del primer duque de Osuna, en el retablo de la capilla de la antigua Universidad de Osuna.

Nobles descendientes de Rodrigo Gutiérrez Girón (se indican algunos destacados, por su rol histórico o por las casas a las que pertenecen o dan origen):
- Fernán Pérez Ponce de León, nieto de Teresa Rodríguez Girón.
- Guzmán el Bueno, al que se considera fundador de la casa de Medina-Sidonia, de la que a su vez se deriva la casa de Olivares. Nieto de María González Girón. El padre de Guzmán, Pedro de Guzmán, es tronco también de los condes de Niebla y de los marqueses de Villafranca.
- Rodrigo Álvarez de las Asturias IV, nieto de Teresa Pérez Girón, primer gran señor de las Asturias y conde de Oviedo y Gijón, que al morir cedió sus títulos a Enrique II, dando origen posteriormente al Principado de Asturias. Uno de los señoríos que heredó Enrique II de Rodrigo fue el de Trastámara, que dio nombre a la casa real que comienza con este rey y que termina con Fernando el Católico y su hija Juana.

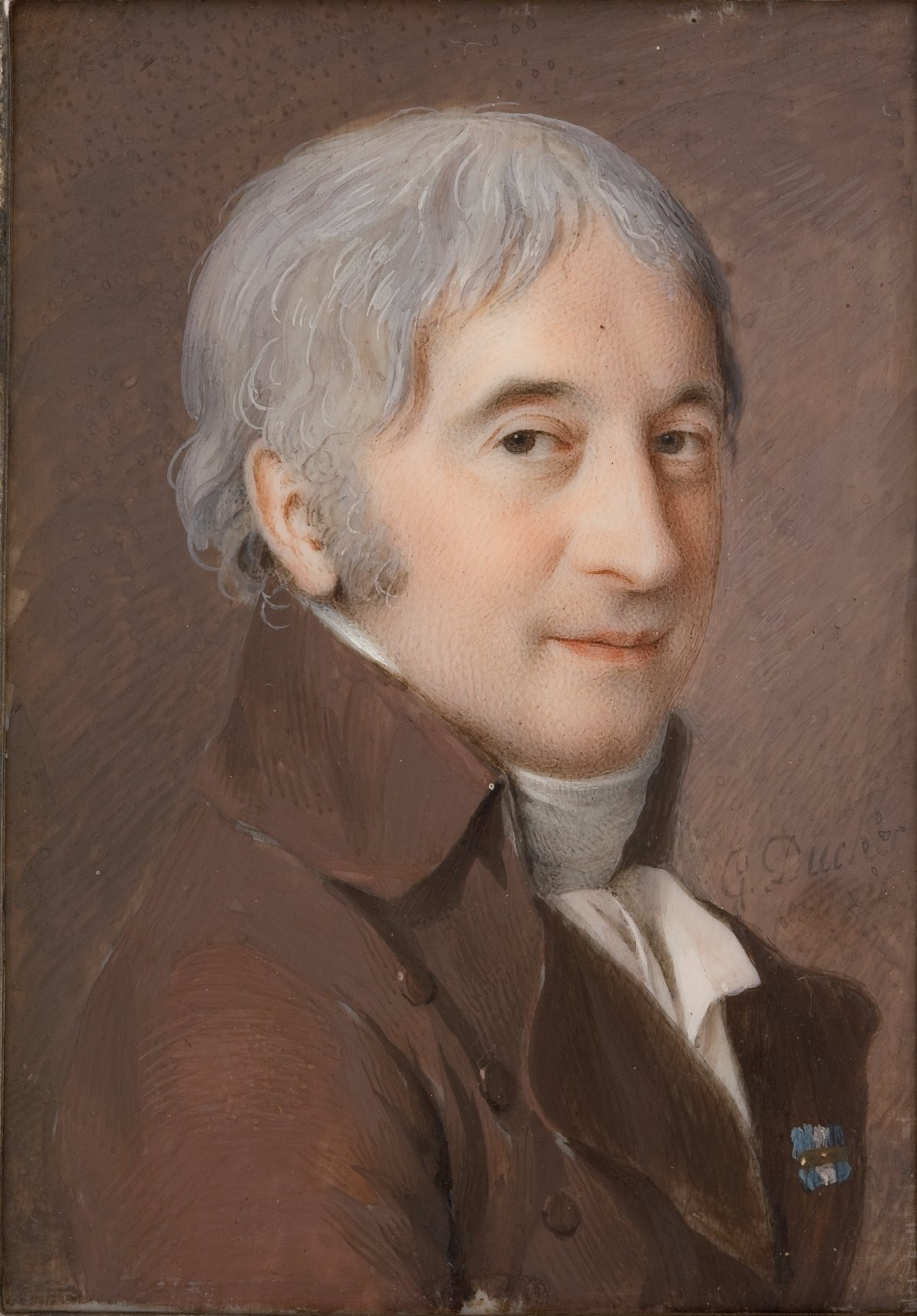
Pedro de Alcántara Téllez Girón, duque de Osuna, por Guillermo Ducker.

Casas de la nobleza descendientes de Pedro Girón:
- Casa de Téllez-Girón. A este linaje pertenecieron los señores de la casa de Osuna: los condes de Ureña, los duques de Osuna y los marqueses de Peñafiel.
- Casa de Palma.
- Casa del duque de Arcos.
- Casa del marqués de los Vélez.

Asimismo, del hermano de Pedro, Juan Pacheco, a través de su hijo Alonso Téllez-Girón, descienden con los apellidos Téllez-Girón los señores y condes de La Puebla de Montalbán, condado que desde principios del siglo XVIII queda asociado con el ducado de Uceda a través de la figura de Manuel Gaspar Gómez de Sandoval Téllez-Girón, y que actualmente ostenta Pilar Latorre y Téllez-Girón. Un descendiente directo de esta rama de la familia, Diego Pacheco Téllez-Girón y Velasco destacó en la corte de Carlos IV y de José Bonaparte, de quienes fue sumiller de corps y mayordomo mayor respectivamente.
Los Girón de Rebolledo, con diversos títulos, tuvieron también papeles relevantes, en especial durante el siglo XVI, en las siguientes personas:
- Francisco Girón de Rebolledo, gobernador de Menorca en el siglo XVI.
- Fernando Girón de Rebolledo; consejero y camarlengo de Juan II de Aragón y de Fernando el Católico virrey de Cerdeña entre 1508 y 1515.
- Juan Girón de Rebolledo, barón de Andilla.
- Ana Girón de Rebolledo, esposa de Juan Boscán y primera editora de Garcilaso de la Vega. Asimismo era sobrina del poeta Juan Fernández de Heredia.

Los marqueses de Sofragas tuvieron también papeles destacados durante el siglo XVII:
- Fernando Girón de Salcedo y Briviesca, I marqués de Sofragas (ca.1564-1631), fue consejero de Guerra de Felipe IV en Flandes y maestre de campo general de Aragón, con la castellanía de la Alfajería de Zaragoza, así como gran canciller y bailío del Santo Sepulcro de la Orden de San Juan de Jerusalén. Era sobrino-nieto del también talaverano García Loaysa y Girón, eclesiástico. Siendo ambos descendientes de un importante linaje de regidores de Talavera de la Reina.
- Sancho Girón de Narváez, II marqués de Sofragas, sobrino del anterior. Señor de Casalegas, gobernador y capitán general del nuevo Reino de Granada y corregidor de Burgos. Presidente de la Real Audiencia de Santafé de Bogotá entre 1630 y 1637.
- Manuel Girón Reinoso, III marqués de Sofragas, asistente de Sevilla y corregidor de Córdoba. Hijo del anterior.

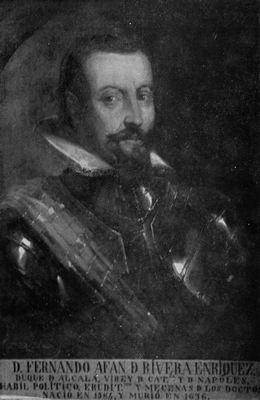
Fernando Enríquez de Ribera, III duque de Alcala

Los duques de Ahumada portan el apellido Girón en sus seis generaciones. Destacan por su papel histórico tanto Francisco Javier Girón y Ezpeleta, fundador de la Guardia Civil, como su padre, el primer duque, Pedro Agustín Girón. Este ducado deriva del marquesado de las Amarillas; se da la circunstancia de que tanto Pedro Agustín Girón como Francisco Javier Girón eran respectivamente descendientes de Moctezuma II, emperador de los mexicas, en décima y undécima generación a través de la madre de Jerónimo Morejón Girón Moctezuma y Ahumada, padre de Pedro Agustín, III marqués de las Amarillas y militar.
Emparentado con estos duques también encontramos a Adrián Viudes Girón, III marqués de Río Florido. Político y periodista. (1844-1904).
Otros miembros de la nobleza con el apellido Girón o Téllez-Girón son los siguientes:
- Francisco Fernández de la Cueva y Girón, nieto del segundo conde de Ureña, Juan Téllez-Girón. IV duque de Alburquerque, IV conde de Ledesma y de Huelma, I marqués de Cuéllar. Grande de España.
- Luis Enríquez y Téllez-Girón, VI almirante de Castilla, II duque de Medina de Rioseco y V conde de Melgar; nieto del II conde de Ureña, Juan Téllez-Girón y del IV almirante de Castilla Alonso Enríquez de Quiñones.´
- Gabriel III de la Cueva y Girón, hermano de Francisco Fernández de la Cueva y Girón. V duque de Alburquerque. Virrey de Navarra (1560-1564) y gobernador de Milán (1564-1571).
- Fernando Afán Enríquez de Ribera y Téllez-Girón, (1583 - 1637) III duque de Alcalá de los Gazules, VIII conde de los Molares y V marqués de Tarifa. Era nieto del I duque de Osuna. Fue sucesivamente virrey de Cataluña, Nápoles y Sicilia, así como gobernador de Milán así como un importante mecenas en su época.

## Clérigos

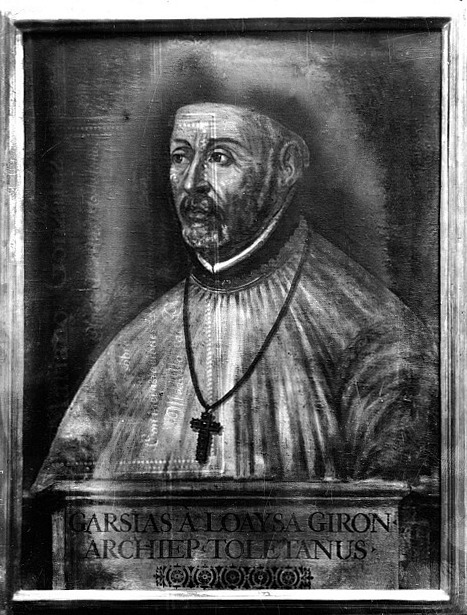
Retrato de García Loaysa y Girón como Arzobispo de Toledo.

- Gutierre Rodríguez Girón, obispo de Segovia y canciller real desde el 7 de noviembre de 1182 hasta el 22 de agosto de 1192. Hijo de Rodrigo Gutiérrez Girón.
- Simón Girón de Cisneros, (1301-1327). Obispo de Sigüenza.
- García Loaysa y Girón, (1534-1599). Fue preceptor de Felipe III y Arzobispo de Toledo.
- Diego Girón, arcediano de Molina y canónigo de Sigüenza, inquisidor de Toledo.
- Ana de la Cruz Ponce de León Téllez-Girón (1537-1601), Fue esposa de Pedro I Fernández de Córdoba y Figueroa, IV conde de Feria y madre de la única hija de este, Catalina Fernández de Córdoba y Ponce de León, III marquesa de Priego, que no pudo heredar el condado de Feria. Se convirtió en monja el 2 de julio de 1554, tras haber enviudado. Fallecida y enterrada en el convento de Santa Clara en Montilla, Sor Ana de la Cruz fue también llamada la "Santa condesa de Feria". Se introdujo causa de beatificación en Roma en 1665, sin que prosperase.
- García Ruiz de Alarcón, cura de Piqueras, probable abuelo del escritor Juan Ruiz de Alarcón.
- Cristóbal Girón, siglo XVII, clérigo perteneciente también a la familia Ruiz Girón de Alarcón, patrón de las capellanías de la familia.
- Pedro Carvajal Girón de Loaysa, (-1621) Obispo de Coria-Cáceres.
- Diego Girón (-1626) Catedrático de Vísperas de Teología en la Universidad de Salamanca.
- Alonso Téllez Girón (-1643) Arcediano de Huete, ocupaba plaza en el coro de la Catedral de Cuenca, durante el tiempo en que Enrique Pimentel, hijo bastardo del V conde de Benavente regía este importante Obispado. Fue también caballero de Calatrava y sumiller de cortina del rey Felipe IV, así como inquisidor y Comisario del Santo Oficio en Madrid[5]
- Fray Juan Félix Girón, carmelita, nació en Sevilla, a principios del siglo XVII. Adquirió extensos conocimientos de matemáticas e idiomas orientales; fue diestro dibujante y paleógrafo. En su carrera se distinguió notablemente; desempeñó una cátedra de teología y los cargos de calificador del Santo Oficio, de revisor, censor y visitador de libros y de bibliotecario real. Destacó en su papel de historiador, y por esta razón nombrado cronista de los reinos de Castilla.
- Diego Girón de Rebolledo (siglo XVII). Canónigo de la Catedral de Tarragona, hizo construir la capilla de la Inmaculada Concepción, donde se encuentran los restos de la familia Girón de Rebolledo.
- Galceran Albanell y Girón de Rebolledo (1561-1626) fue un religioso y militar catalán. En 1612 fue elegido para la tarea de preceptor del príncipe de Asturias, el futuro Felipe IV.
- Andrés Girón, Arzobispo de Santiago de Compostela, Capellán Mayor de la real capilla y Notario Mayor del Reino de León (Toro,? — Santiago 1680). Fue también obispo de Lugo y de Pamplona.
- Juan Tellez Girón, (1691-1737). Misionero, explorador y educador en las filas de la compañía de Jesús. En el Estado de Nayarit y en el de Chiapas (México) desarrollo una gran actividad evangélica. Murió en Chiapas.
- Juan Manuel Girón, siglo XVIII. religioso, doctor por la universidad parisina de La Sorbona y traductor al español de diversos libros.

## Otros personajes históricos
- Francisco Girón, mayordomo del duque de Alba y regidor de Piedrahíta (siglo XV).
- Pedro Girón de Loaysa, corregidor de Vizcaya y consejero de Carlos I, padre del arzobispo de Toledo García Loaysa y Girón.
- Francisco Girón de Loaysa, regidor de Huéscar (siglo XVI).
- García Girón de Loaysa, sobrino del anterior. Regidor de Huéscar y gobernador de Alcalá de Henares (siglo XVI). De él descienden los Marqueses de Terán.
- Alonso Girón de Rebolledo, poeta y sobrino de Ana Girón de Rebolledo.
- Gabriel Antonio Cernusculi Girón, (1570-?) Regidor y Teniente de Gobernador de Huéscar.
- Diego Girón Tello, nieto del primero de la lista, caballero XXIV de Granada, caballero de la Orden de Santiago y señor de Torre-Cardela. (siglo XVI)
- Florián Girón de Montenegro (-1644), soldado de la Armada del Almirante de Castilla, en 1596. Pasó al Perú en 1602 y después a Chile. Fue gobernador de la provincia de Chiloé, asistente a la población del fuerte de San Ignacio, en 1607, y a la defensa del reino de los ataques de los corsarios, en 1608 y 1615, corregidor de Concepción en 1615, maestre de campo en Santiago en 1618. Era Corregidor de La Serena en octubre de 1621 y corregidor de Santiago nombrado el 4 de febrero de 1623, hasta el 21 de agosto de 1624. A mediados de ese año pasó a Lima. Fue Gobernador de Santa Cruz de la Sierra, en Alto Perú, y castellano de San Felipe de Guadalcázar. Vuelto a España, participó en el sitio de Fuenterrabía en 1638 y, con el marqués de Cáceres, en las guerras con Francia.
- María Josefa Crescencia Ortiz Téllez-Girón, conocida como Josefa Ortiz de Domínguez o «la Corregidora» (1773-1829), fue insurgente de la Independencia de México y esposa del corregidor de Querétaro, Miguel Domínguez.
- Vicente Girón Villamandos, nacido en 1772 en Villaquejida. Abogado del Consejo de Castilla. Durante la dominación francesa colaboró con el mariscal de campo Juan Díaz Porlier. Fue comisionado para publicar la constitución en varios pueblos de Palencia y Juez de diversas villas destacando en este papel durante el trienio liberal.[6] Ostentó también las alcaldías de Villaobispo (Valladolid) y la de la ciudad de Jaén (1833-1835).
- Joaquín María Girón y Font (1847-1886) Diputado por Cuenca del Congreso de los Diputados de España entre 1883 y 1884.[7] Fue también alcalde de Cuenca.
- Vicente Romero Girón, (1835-1900) desempeñó cargos de ministro entre 1883 y 1899, bajo el reinado de Alfonso XII y la regencia de María Cristina de Habsburgo-Lorena. Primo hermano del anterior.
- José Antonio Girón de Velasco, falangista y ministro de Trabajo entre 1941-1957.
- Manuel Girón, guerrillero antifranquista español.